# Armeni
Gli armeni (in armeno Հայեր?, Hayer, AFI: [hɑˈjɛɾ]) costituiscono un gruppo etnico storicamente stanziato nell'Altopiano armeno. Una larga concentrazione di armeni si trova oggi in Armenia, dove rappresentano il gruppo etnico di maggioranza, mentre molte altre comunità si trovano sparse per il globo, principalmente in Russia, Medio Oriente, Stati Uniti d'America e Francia, per un totale di circa 8 milioni di unità.

## Storia
Fino ai tempi moderni, la storia degli armeni coincide con quella dell'Armenia. Prima del VI secolo a.C., i predecessori della dinastia degli Orontidi del regno armeno erano gli Hayasa-Azzi, gli Ittiti, i sovrani del regno di Urartu, così come altri piccoli stati e confederazioni tribali. Erodoto afferma che gli armeni erano coloni della Frigia. Un'ipotesi basata su quest'affermazione potrebbe far coincidere il luogo originario degli Armeni con le regioni ad est dell'Asia Minore, popolate dagli stessi in un periodo compreso tra il XIII secolo a.C. e il 700 a.C., anni durante i quali furono spinti ad est a causa delle invasioni dei Cimmeri che conquistarono la Frigia nel 696 a.C.
Un'ipotesi alternativa fu suggerita da Thomas Gamkrelidze e Vjačeslav Ivanov nel 1984: i due individuarono il luogo d'origine delle popolazioni proto-indo-europee nelle alture armene.

Uno studio recente (per opera di Gray e Atkinson), che applica i metodi statistici usati nello studio dell'evoluzione genetica all'evoluzione linguistica degli idiomi indoeuropei, implica che il luogo di nascita dell'indoeuropeo possa essere in Asia Minore, e che la lingua armena (parlata da una ben definita comunità) si sia separato da esso (assieme alla lingua greca) intorno al 5300 a.C. e infine dal greco poco tempo dopo (ma questo distacco fu statisticamente meno evidente, dal momento che implicò numerose interazioni tra le due popolazioni che andavano separandosi).

Il primo stato ad essere chiamato Armenia dai popoli confinanti (ma non dagli armeni), come risulta dalle testimonianze di Ecateo milesio e dell'iscrizione di Behistun, fu fondato agli inizi del VI secolo a.C. All'apice della sua potenza, nel periodo dal 95 a.C. al 65 a.C., esso si estendeva dal Caucaso settentrionale a tutta la parte orientale dell'odierna Turchia, dal Libano all'Iran nordoccidentale. In seguito esso divenne per un breve periodo parte dell'Impero romano (114 d.C –118 d.C). Storicamente il nome "armeno" fu usato unanimemente per designare quella particolare popolazione, ma è interessante notare come gli armeni non si definiscano così nella loro lingua, ma si identifichino come Hay (pronuncia: Ai; plurale: Hayer), la cui radice si può ricercare nel popolare nome di persona Haik, nome del leggendario fondatore della nazione armena.

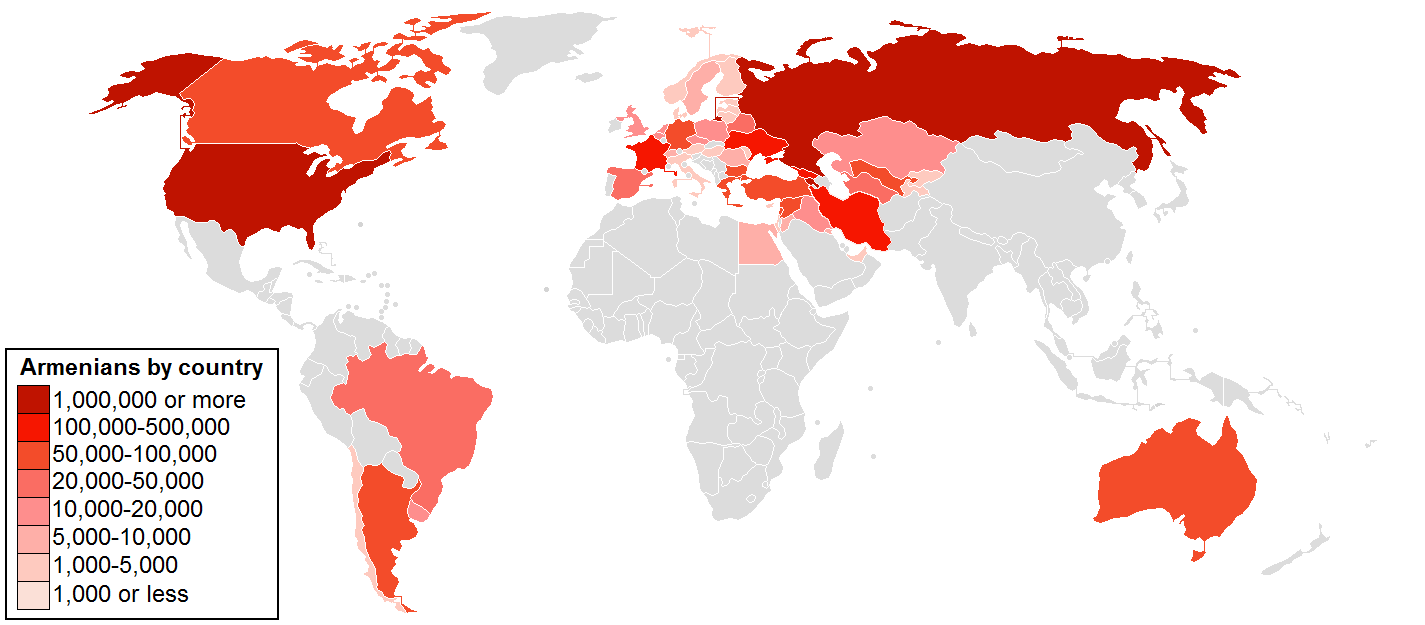
Una rappresentazione grafica della diffusa distribuzione della diaspora armena.

Nel 301 d.C. l'Armenia divenne la prima nazione ad adottare il Cristianesimo come religione di Stato. Durante la sua successiva decadenza politica, l'Armenia si affidò alla Chiesa per preservare e proteggere la propria identità.
La storia dell'Armenia consiste in periodi di indipendenza interrotti da conquiste da parte di altri popoli, durante i quali l'Armenia continuò ad essere un regno autonomo assoggettato a vari imperi. Il breve lasso di tempo in cui l'Armenia si espanse a scapito di altri popoli è principalmente limitato al periodo imperiale (83 a.C. - 66 d.C.) durante il regno di Tigrane il Grande.

### Medio evo
Come praticamente tutte le nazioni del Vicino Oriente e dell'Asia Minore, fra il V e il XIX secolo l'Armenia subì varie dominazioni, dai Persiani ai Bizantini, dagli Arabi ai Mongoli, dai Mamelucchi agli Ottomani.
Molto importanti furono i rapporti con l'Impero bizantino. Numerosi Armeni giunsero nel territorio dell'Impero senza alcuna costrizione, a partire dal VI secolo, soprattutto nelle aree dell'Asia Minore orientale prossime alla madrepatria come la Cappadocia. L'emigrazione durò per molti secoli. A partire dal regno di Maurizio gli Armeni costituirono la spina dorsale dell'esercito bizantino; molti di loro seppero rapidamente avanzare sino a posizioni di rilievo, sino allo stesso trono imperiale, e comunque dominarono l'establishment militare nel corso del periodo medio bizantino.
Nell'885 gli armeni si organizzarono tuttavia come un'entità sovrana sotto la guida di Ashot I della dinastia georgiana dei Bagrationi. Una parte considerevole di aristocratici e di contadini armeni fuggirono di fronte all'occupazione bizantina dell'Armenia bagratide nel 1045, come pure alla successiva invasione della regione da parte dei Turchi selgiuchidi nel 1064, insediandosi in gran parte in Cilicia, una regione anatolica dove gli armeni s'erano già stanziati come minoranza fin dai tempi dei Romani. Nel 1080 essi fondarono un principato armeno indipendente, trasformato poi in Regno di Cilicia, che divenne uno dei focolari del nazionalismo armeno. Gli armeni svilupparono stretti legami sociali, culturali, militari e religiosi con i confinanti Stati crociati, ma infine caddero sotto i colpi degli invasori mamelucchi, che inglobarono il regno nei loro dominii (1375). Tradizionale fu il legame degli armeni con Venezia, dove costituirono una comunità molto attiva con un centro culturale e religioso a San Lazzaro degli Armeni. Con la progressiva islamizzazione dell'Anatolia gli armeni divennero le popolazioni dhimmi soggette alla legge coranica.

### Età moderna

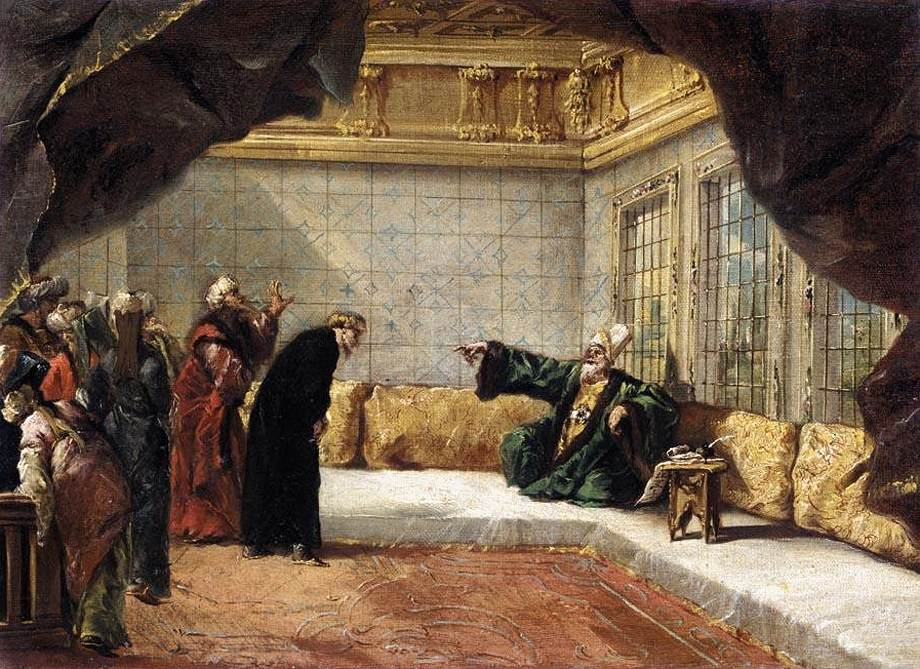
Giovanni Antonio Guardi, Dergoumidas davanti al gran visir. Il sacerdote armeno Dergoumidas fu condannato a morte insieme ad altri due armeni per essersi convertito al cattolicesimo. Furono decapitati il 5 novembre 1707.

Nel 1516 i mamelucchi furono soppiantati dai turchi ottomani, che dominarono il popolo armeno per quattro secoli. Il regime giuridico turco prevedeva il riconoscimento di comunità nazionali (millet) ordinate in base al credo religioso. Esse erano: musulmani (cui spettavano pieni diritti), cristiani ed ebrei (questi ultimi vivevano in una condizione di sudditanza rispetto ai musulmani). La nazione armena (millet-i sadika, "millet fedele") ebbe giurisdizione su tutti i cristiani d'Oriente, fossero essi assiri, copti, siriaci o caldei. I cristiani comunque dovevano sottostare a una serie di divieti che ne limitavano fortemente la libertà e la capacità giuridica ed erano denominati spregiativamente raya ("gregge").

### Età contemporanea

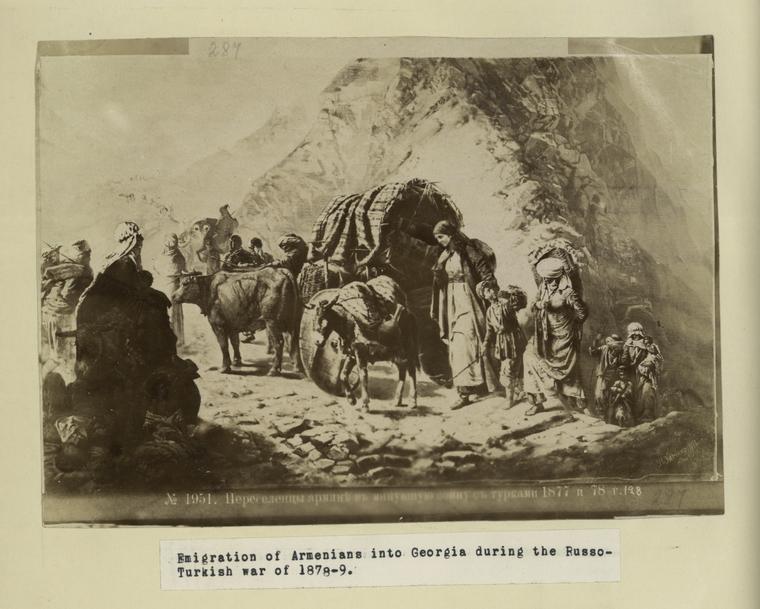
Emigrazione armena in Georgia durante la guerra russo-turca del 1877-78.

Negli anni che vanno dal 1820 al 1830, parti dell'Armenia storica sotto il controllo persiano, in particolare la città di Erevan e il lago Sevan, furono incorporate nell'Impero russo. Intorno al 1828 il governo russo iniziò a interessarsi della sorte degli armeni sotto il dominio turco, incoraggiandone l'emigrazione in tali regioni e promuovendo il recupero del complesso religioso di Echmiadzin, santa sede del catholicos di tutti gli armeni. In pochi anni l'autorità del primate della Chiesa armena recuperò il suo prestigio, venendo riconosciuto anche dalle comunità armene stanziate nell'Impero ottomano.
I russi sconfissero il sultano nella guerra del 1877-1878. Tra le condizioni imposte per la pace vi fu quella dell'abolizione della condizione di sudditanza (raya) e del riconoscimento della pienezza dei diritti civili agli armeni. Il sultano Abdul Hamid II firmò il trattato, ma non lo eseguì. Anzi, organizzò delle bande di curdi che devastarono le coltivazioni dei contadini armeni e seminarono il terrore presso la popolazione. Inoltre fece in modo che i profughi turchi che dovettero lasciare i territori a maggioranza cristiana nei Balcani si stanziassero nel territorio abitato dagli armeni, concedendo loro le terre a prezzi di favore.
Tra il 1894 e il 1896 si ebbe un'esplosione di odio religioso in Turchia, conosciuta come massacri hamidiani. Furono i prodromi del genocidio armeno, che si perpetrò tra il 1915 e il 1916, mentre infuriava la prima guerra mondiale. I turchi giustificarono la pulizia etnica degli armeni con la falsa accusa di tramare con la Russia imperiale e di essere nemici interni dell'Impero ottomano. Il numero esatto dei morti non è stato mai stabilito con certezza. Si stima che almeno un milione di armeni sia morto nei "campi di punizione", ma questa stima esclude tutti gli altri armeni morti secondo altre cause. Molti calcolano il numero delle vittime tra gli 800 000 e un milione e mezzo. Il governo turco ha da allora sempre respinto l'accusa di genocidio, semplicemente giustificando la morte di quegli armeni in quanto oppositori dell'Impero ottomano e parlando in modo generico di una migrazione forzata.
Dopo la caduta dell'Impero russo, per un breve periodo, dal 1918 al 1920, l'Armenia è stata uno stato sovrano. Alla fine del 1920, i comunisti giunsero al potere in seguito all'invasione dell'Armenia da parte dell'Armata Rossa e nel 1922 l'Armenia divenne parte dell'Unione Sovietica come Repubblica Socialista Sovietica Federata della Transcaucasia che poi divenne la Repubblica Socialista Sovietica Armena (1936 - 21 settembre 1991). Nel 1991, l'Armenia si dichiarò indipendente dall'URSS e formò la Seconda Repubblica Armena.

## Distribuzione geografica
Gli armeni sono diffusi in diversi stati in tutto il mondo, dopo aver dato luogo alla diaspora armena. All'interno della comunità armena esiste una classificazione non ufficiale di differenti tipi di armeni. Gli armeni provenienti dall'Iran sono indicati come Parska-Hye, gli armeni provenienti dal Libano sono usualmente indicati come Lipana-Hye mentre gli armeni originari della madre-patria sono annoverati con il termine Hyeastansei ovvero "coloro che vengono dall'Armenia". In generale, gli originati dell'Armenia dell'Iran e della Russia parlano dialetti orientali mentre gli armeni della diaspora parlano dialetti dell'Armenia occidentale. I dialetti sono molto diversi, comunque armeni di differente dialetto possono intendersi senza difficoltà. Esiste anche una comunità armena in Albania.
In diverse comunità espatriate (come in Canada e negli Stati Uniti) molti differenti gruppi di armeni si aggregano superando di fatto le distinzioni dialettali e riunendosi in comunità influenti: un esempio sono gli USA, dove hanno creato una lobby per sostenere alle elezioni il Partito Repubblicano.
Una piccola comunità armena è esistita per più di un millennio in Terra santa, e uno dei quattro quartieri del centro storico di Gerusalemme è il quartiere armeno.

### Lingua
È stimato che ci siano quasi 10 milioni di persone che parlano l'armeno. Secondo i dati del "Censo" degli Stati Uniti, ci sono circa 300 000 americani che parlano l'armeno in famiglia. È la ventesima lingua più parlata negli Stati Uniti, avendo poco meno parlanti del creolo haitiano e pochi più del navajo.

### Religione
Nel 301 d.C. gli armeni adottarono il cristianesimo come religione di Stato. Nel 451 d.C. dopo il concilio di Calcedonia, costituirono una propria chiesa, tuttora esistente ed indipendente dalla Chiesa cattolica e dalla Chiesa ortodossa: la Chiesa apostolica armena, che viene inclusa nella famiglia delle Chiese ortodosse orientali. Tuttavia a partire dal XIV secolo la maggior parte degli armeni tornò nella Chiesa cattolica, ma in seguito ai fatti del 1915-22 i cattolici si ridussero drasticamente di numero (oggi sono rimasti circa un decimo tra gli armeni).